# Nikołaj Mieziencow

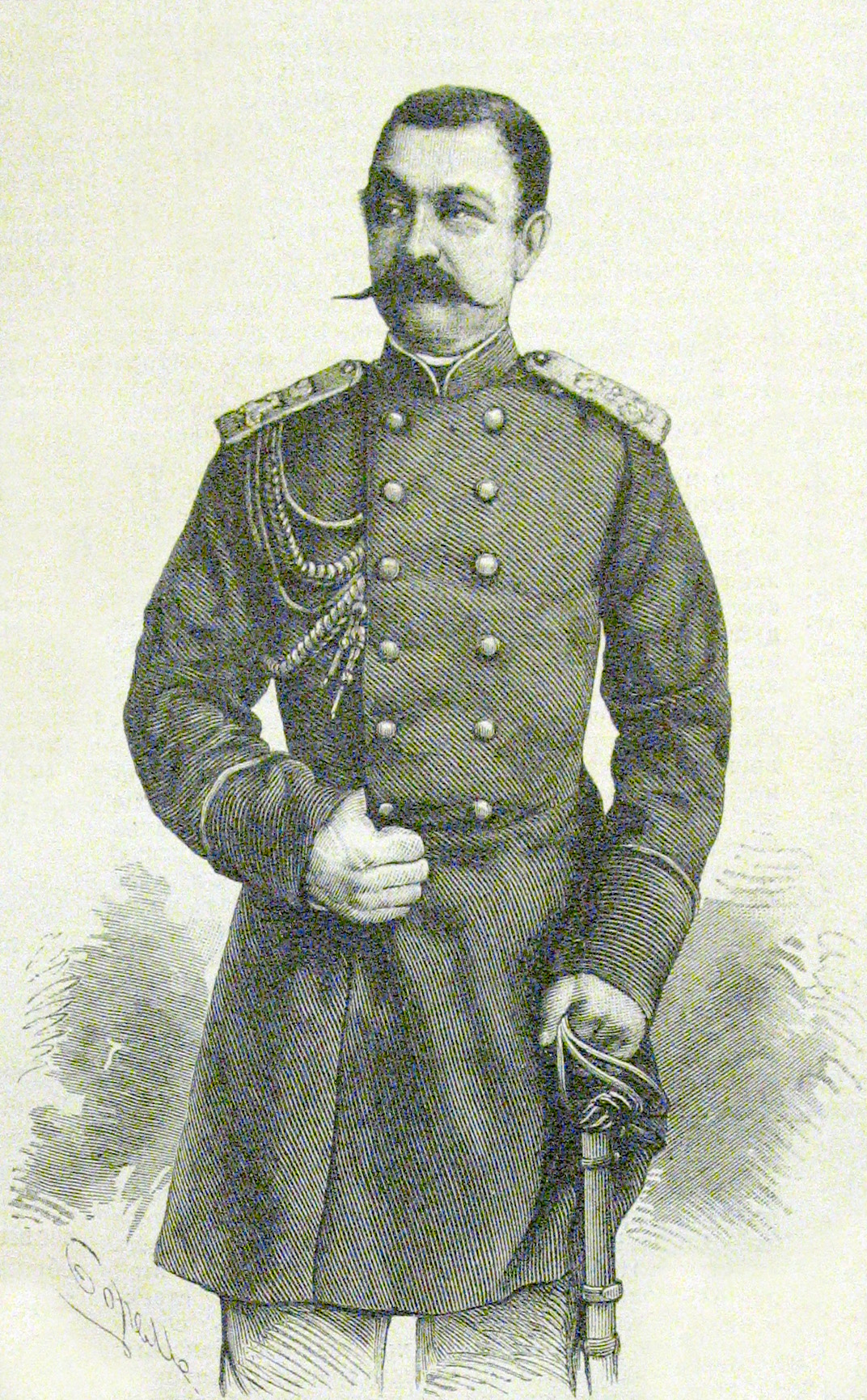

Nikołaj Władimirowicz Mieziencow (ur. 11 kwietnia 1827 w Petersburgu, zm. 4 sierpnia 1878 tamże) – rosyjski wojskowy, szef III Oddziału Kancelarii Osobistej Jego Cesarskiej Mości w latach 1876-1878. Zginął w zamachu zorganizowanym przez Narodną Wolę.
Pochodził z rodziny szlacheckiej Władimira Mieziencowa, generał-majora, uczestnika wojny francusko-rosyjskiej r. 1812, i jego żony Wiery zd. Zubowej. Wykształcenie uzyskał w rodzinnym domu. W 1845 rozpoczął służbę wojskową, wstępując do Prieobrażenskiego Pułku lejbgwardii jako podoficer. Walczył w wojnie krymskiej, następnie do 1861 był adiutantem generała-adiutanta Michaiła Gorczakowa. Od 1861 do 1864 był jednym z fligiel-adiutantów Jego Cesarskiej Wysokości. W 1864 został szefem sztabu Oddzielnego Korpusu Żandarmów, tymczasowo kierował także III Oddziału Kancelarii Osobistej Jego Cesarskiej Mości (carską policją polityczną). W 1871 awansował na generała-adiutanta. W latach 1874–1876 był zastępcą dowódcy korpusu żandarmów i naczelnika tegoż oddziału, natomiast w 1876 sam został szefem III Oddziału. Był zwolennikiem surowego zwalczania ruchów rewolucyjnych w Rosji. W 1877 wszedł do Rady Państwa.
Zginął w zamachu zorganizowanym przez Narodną Wolę, 4 sierpnia 1878, na placu Michajłowskim w Petersburgu, zasztyletowany przez Siergieja Krawczynskiego w czasie porannego spaceru. Został pochowany w Nadmorskiej Pustelni Trójcy Świętej i św. Sergiusza z Radoneża w pobliżu Petersburga.